# Катюша (отбор)
Вижте пояснителната страница за други значения на Катюша.
Катюша (на английски: Katusha) е руски професионален колоездачен отбор. Отборът е създаден през 2009 година, като започва годината с 15 милиона евро бюджет. Първото състезание на тима е Tour Down Under.

## Постижения

### 2009
1-ви Down Under Classic, Роби Макюлан
1-ви Trofeo Mallorca, Герт Стегманс
-1-ви Trofeo Cala Millor, Роби Макюлан
1-ви Trofeo Sóller, Антонио Цилом
1-ви Генерално Класиране Vuelta a Mallorca, Антонио Цилом
1-ви Етап 1 Vuelta a Andalucía, Данило Наполитано
1-ви Етап 2 Vuelta a Andalucía, Герт Стегманс
1-ви Етап 3 Volta ao Algarve, Антонио Цилом
1-ви Етап 2 Driedaagse van West-Vlaanderen, Данило Наполитано
1-ви Етап 8 Париж-Ница, Антонио Цилом
1-ви Етап 1 Settimana Coppi & Bartali, Данило Наполитано
1-ви E3 Prijs Vlaanderen, Филипо Пузато
1-ви Етап 1 Three Days of De Panne, Филипо Пузато
1-ви Amstel Gold Race, Сергей Иванов
1-ви Етап 3 Tour de Picardie, Роби МакЮлан
1-ви Етап 5 Volta a Catalunya, Николай Трусов
1-ви Етап 1 Ronde van België, Сергей Иванов
1-ви Етап 1 Tour de Luxembourg, Данило Наполитано
1-ви Национален шампион в общ старт на Италия, Филипо Пузато
1-ви Национален шампион в общ старт на Русия, Сергей Иванов
1-ви Етап 14 Обиколка на Франция, Сергей Иванов
1-ви Giro del Veneto, Филипо Пузато
1-ви Етап 7 Tour of Britain, Бен Суифт
1-ви Duo Normand, Николай Трусов & Артем Овечкин
1-ви Memorial Cimurri, Филипо Пузато
1-ви Tour de Vendée, Павел Брут
2-ри Париж-Рубе, Филипо Пузато
2-ри Генерално Класиране Tour de Romandie, Владимир Карпец

### 2010
1-ви Vuelta a Mallorca, Роби МакЮлан
1-ви Етап 6 Tirreno-Adriatico, Михаил Игнатиев
1-ви Генерално Класиране Volta a Catalunya, Хоакин Родригес
1-ви GP Miguel Indurain, Хоакин Родригес
1-ви Етап 5 Vuelta al Pais Vasco, Хоакин Родригес
1-ви Етап 2 4 Jours de Dunkerque, Данило Наполитано
1-ви Етап 11 Обиколка на Италия, Евгени Петров
1-ви Етап 12 Обиколка на Италия, Филипо Пузато
1-ви Национален шампион в общ старт на Молдова, Александър Плушин
1-ви Национален шампион в общ старт на Русия, Александър Колобньов
1-ви Национален шампион в часовника на Русия, Владимир Гусев
1-ви Етап 12 Обиколка на Франция, Хоакин Родригес
1-ви Етап 1 Tour de Wallonie, Данило Наполитано
1-ви Етап 3 Vuelta a Burgos, Отборен часовник
1-ви Етап 1 Eneco Tour, Роби МакЮлан
1-ви Етап 3 Tour du Limousin, Александър Бочаров
1-ви Етап 14 Обиколка на Испания, Хоакин Родригес
1-ви Отборно Класиране Обиколка на Испания
1-ви Duo Normand, Александър Плушин & Артем Овечкин
2-ри La Flèche Wallonne, Хоакин Родригес
2-ри Liège-Bastogne-Liège, Александър Колобньов
2-ри Генерално Класиране Vuelta al Pais Vasco, Хоакин Родригес

### 2011
1-ви Classica Sarda, Павел Брут
2-ри La Flèche Wallonne, Хоакин Родригес